# 塞拉-杜梅尔
塞拉-杜梅尔是巴西北大河州的一个市镇。总面积616.509平方公里，总人口8400人，人口密度13.6人/平方公里。